# François Mansart

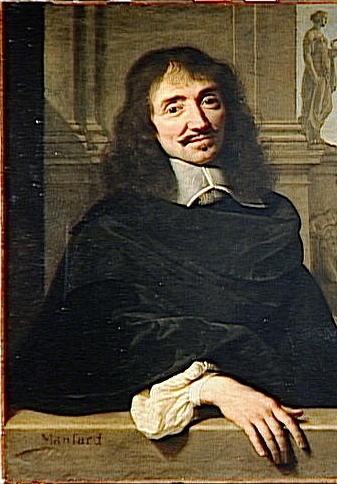
François Mansart

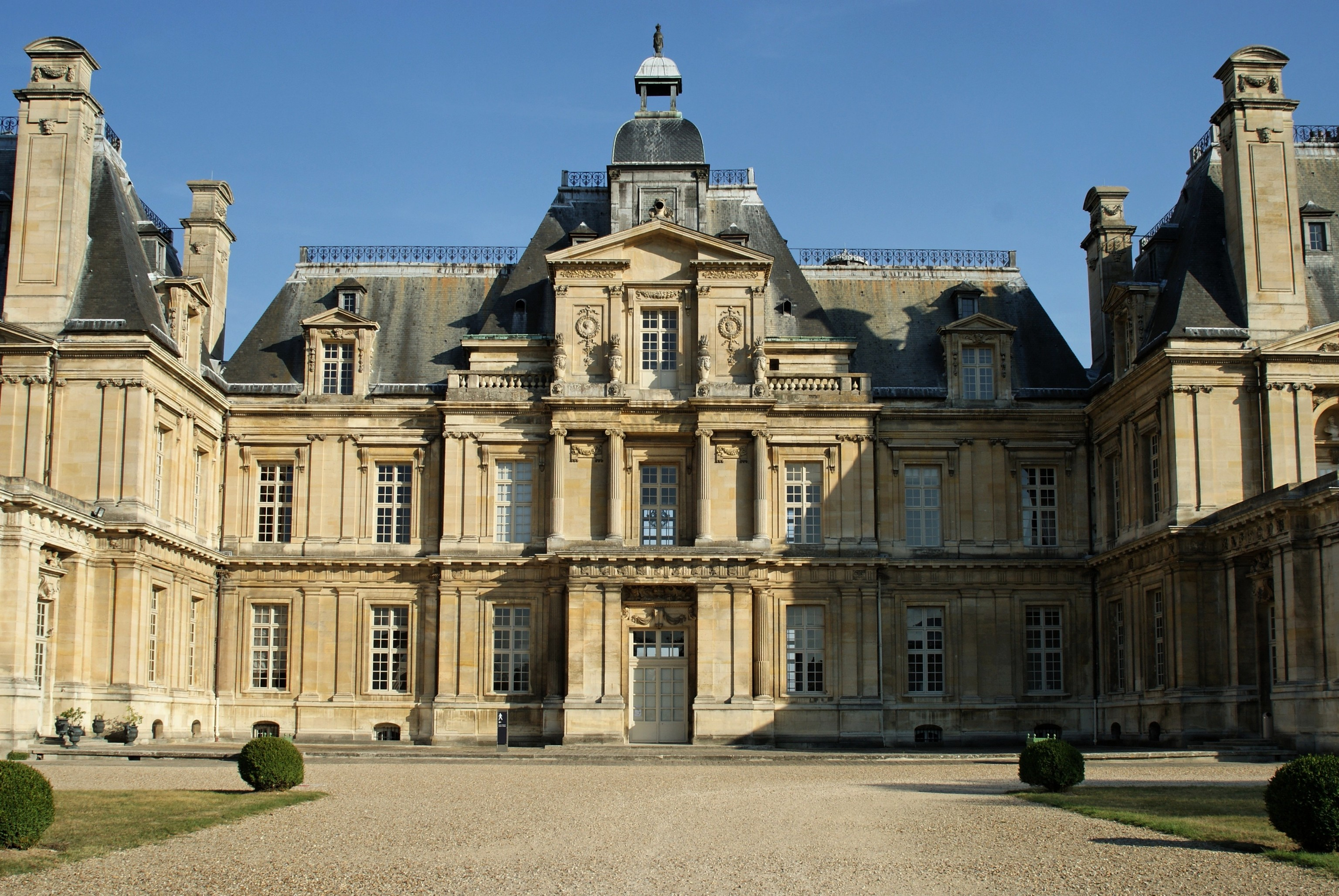
Castello di Maisons-Laffitte

François Mansart (Parigi, 23 gennaio 1598 – Parigi, 23 settembre 1666) è stato un architetto francese, celebre per aver portato in auge un particolare tipo di copertura, denominata appunto mansarda in onore del suo principale artefice.

## Biografia
Era figlio di un carpentiere e presumibilmente si formò con Salomon de Brosse, la cui influenza è riscontrabile nelle prime opere. Nel Castello di Balleroy, costruito intorno agli anni venti del XVII secolo, si avverte una maggiore autonomia formale. A questo complesso, caratterizzato da una serie di blocchi monumentali, fece seguito l'ala Orléans del Castello di Blois (1635), il cui progetto, sebbene non sia stato portato a termine integralmente, rappresenta un suo capolavoro; l'edificio, dall'impostazione chiara e raffinata, rimanda al Palazzo del Lussemburgo ed introduce una copertura assai inclinata, terminante in una parte meno ripida verso l'alto.
Il Castello di Maisons-Laffitte, costruito non distante da Parigi, costituisce la sua opera migliore giunta sino ai giorni nostri: l'impianto presenta ambienti a pianta ovale privi di eccessive decorazioni, a testimonianza dello stile sobrio ed elegante dell'architetto, che infatti è considerato la prima importante figura di riferimento del classicismo barocco francese.
Altra sua opera di rilievo è la chiesa di Val-de-Grâce, sempre a Parigi, ma la costruzione fu in buona parte portata a termine da Jacques Lemercier. Tra gli edifici religiosi merita di essere ricordata anche la chiesa parigina della Visitation.
Negli ultimi anni di vita rimase praticamente inoperoso; infatti, il suo comportamento, giudicato spesso arrogante e spregiudicato, nonché l'incapacità di seguire fedelmente un progetto definitivo, gli causarono la perdita di numerosi incarichi.
Morì a Parigi nel 1666 e le sue spoglie vennero inumate nel Cimitero di Saint-Paul-des-Champs.